# Leichtathletik-Europameisterschaften 1969/Teilnehmer (Portugal)
Portugal nahm bei den 9. Leichtathletik-Europameisterschaften in Athen zum siebten Mal an der Veranstaltung teil. Zu den Wettbewerben entsandte das Land vier Athleten.
| Wettbewerb   | Männer                                                                                 |
| ------------ | -------------------------------------------------------------------------------------- |
| 200 m        | José Barceló Carvalho (nach Qualifikation für das Viertelfinale nicht mehr angetreten) |
| 400 m        | José Barceló Carvalho (ausgeschieden als 4. des Vorlaufs)                              |
| 110 m Hürden | Alberto Matos (ausgeschieden als 6. des Vorlaufs)                                      |
| 400 m Hürden | Alberto Matos (ausgeschieden als 6. des Vorlaufs)                                      |
| Marathon     | Armando Aldegalega (25. Platz)                                                         |
| Hammerwurf   | Carlos Sustelo (ausgeschieden in der Qualifikation)                                    |